# Iwakura Tomomi

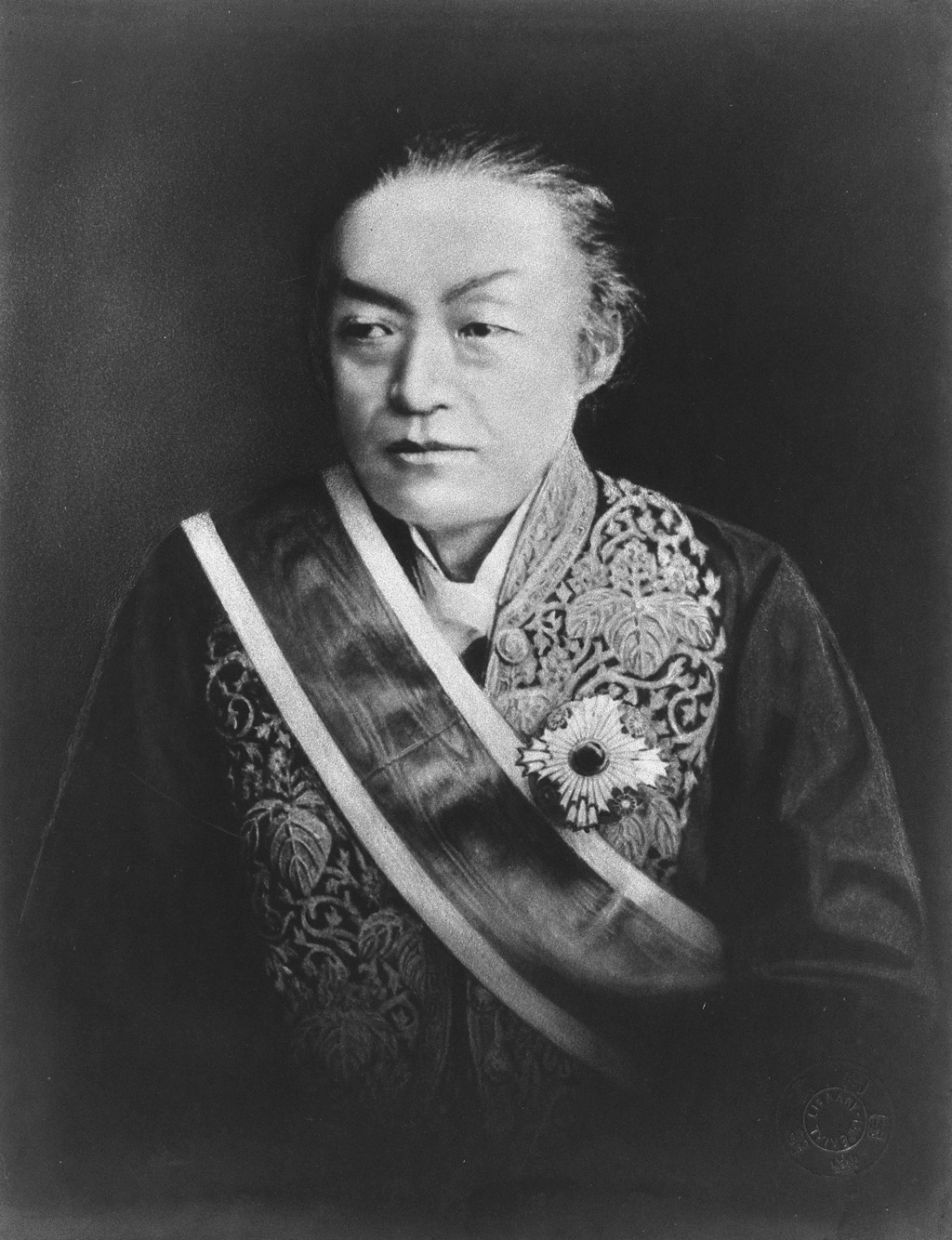
Iwakura Tomomi (岩倉具視, 1825-1883)

Iwakura Tomomi (Japans: 岩倉具視) (Kioto, 26 oktober 1825 – aldaar, 20 juli 1883) was een Japans staatsman die een belangrijke rol heeft gespeeld in het tot stand komen van de Meiji-restauratie (1868). Bovendien heeft hij tijdens deze periode de beslissingen van het keizerlijke hof sterk beïnvloed.

## Vroege leven

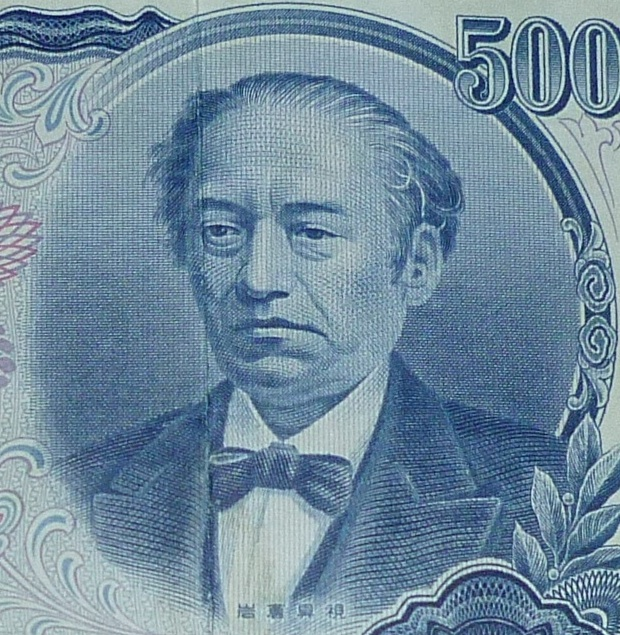
Iwakura Tomoni op vroegere 500 yen bankbiljetten.

Iwakura Tomomi werd geboren in Kioto op zesentwintig oktober 1825 als tweede zoon van een lage hoveling, genaamd Horikawa Yasuchika (堀川康親). In 1836 werd hij geadopteerd als zoon en erfgenaam van Iwakura Tomoyasu (岩倉具康), een  edelman van hogere rang. Hij werd getraind door de Kampaku, Takatsukasa Masamichi (鷹司 政通). Iwakura verwierf een belangrijke plaats aan het keizerlijke hof nadat de Amerikaanse kapitein Matthew Calbraith Perry op eenendertig maart 1854 zijn missie om Japan te openen voor buitenlands handelsverkeer met succes afsloot. In 1854 werd hij een jiju van keizer Komei. Een jiju was een kamerheer, een vertrouwenspersoon en persoonlijke adviseur.

## Opening Japan
Iwakura Tomomi was, zoals vele edelen in Kioto, tegen het plan van het shogunaat om het nationale isolement te beëindigen en Japan open te stellen voor het buitenland.
Toen Hotta Masayoshi, een Rōjū, naar Kioto kwam om de toestemming van de keizer te krijgen in verband met het ondertekenen van het verdrag tussen Japan en de Verenigde Staten in 1858, bracht Iwakura de edelen samen die tegen dit verdrag waren. Hij probeerde samen met deze edelen de onderhandelingen tussen het shogunaat en het hof te verhinderen.
Tairō Ii Naosuke was een voorstander van het ondertekenen van het Japans-Amerikaanse Vriendschapsverdrag Iwakura Tomomi had een grote bijdrage van de weigering van de keizer om het verdrag te ondertekenen. Door de acties die Iwakura ondernam, werd een gewoonte gevestigd waarbij er meer keizerlijke participatie kwam in zaken die voordien enkel door de shogun beheerd werden.
Iwakura was een voorstander van een gematigd beleid waarin een verbond tussen het hof en het Bakufu centraal stond. Nadat Tairō Ii Naosuke vermoord werd in 1860, werd het initiatief tot het samenbrengen van het hof en het shogunaat overgenomen door Iwakura. In 1861 bepleitte hij de symbolische verzoening tussen deze twee facties door een huwelijk tussen de zus van de keizer, prinses Kazu no miya Chikako naishinnō, en de toenmalige shogun Iemochu Tokugawa.
Samoerai die tegen het shogunaat en hun beleid tot opening van Japan waren, zagen Iwakura als een aanhanger van het shogunaat. Hierdoor begonnen deze samoerai druk uit te oefenen op het hof om Iwakura uit zijn positie te ontzetten. Iwakura Tomomi verliet het hof in 1862 en verhuisde naar Iwakura, ten noorden van Kioto. In Iwakura schreef hij veel opiniestukken en zond ze naar het hof of naar zijn politieke bondgenoten in de Satsuma- prefectuur.
Toen in 1866 de toenmalige shogun Iemochi Tokugawa stierf, probeerde Iwakura het hof op politiek vlak initiatief te laten nemen. Hij probeerde de daimyō te verzamelen onder de naam van het hof, maar slaagde hier niet in. Toen keizer Komei het daaropvolgende jaar kwam te overlijden, was er een gerucht dat Iwakura verantwoordelijk was voor het beramen van een plan om de keizer te vermoorden met vergif. Hij werd hier echter voor vrijgesproken.
Naarmate het shogunaat hun invloed verloor, kwam Iwakura meer en meer ten gunste met de machtige militaire loyalisten van de feodale domeinen van Satsume en Chōshū. Na de terugkeer van Iwakura aan het hof, werd hij lid van een kleine groep samenzweerders die de Meiji-restauratie (1868) hebben verwezenlijkt, waardoor de macht van het laatste shogunaat eindigde.
Samen met Ōkubo Toshimichi en Saigō Takamori beraamde Iwakura Tomomi in december 1867 een plan om de shogun te laten terugtreden en de autoriteit van de keizer te herstellen. Op drie januari 1868 bewerkstelligden zij hun plan via een overname van het keizerlijke paleis te Kioto. Dit gebeurde in samenwerking met militairen die trouw waren aan Satsume en Chōshū. Iwakura zette zo de Meji-restauratie op. Hij dwong de toenmalige shogun, Tokugawa Yoshinobu, tot het opgeven van zijn eretitel en om zijn plaats aan het hof af te staan. Bovendien moest de shogun alle gronden teruggeven aan het hof en alle macht teruggeven aan keizer Meji. Dit werd een van de redenen van de Boshin oorlog (1868-1869, 戊辰戦争) omdat vele samoerai die onder het shogunaat dienden het niet eens waren met het besluit van Yoshinobu om de eisen van het hof te aanvaarden.

## Iwakura-missie (1871-1873)

Leden van de Iwakura-missie. Van links naar rechts: Kido Takayoshi, Kume Kunitake, Iwakura Tomomi in traditionele Japanse klederdracht, Itō Hirobumi en Okubo Toshimichi.

Het nieuwe bestuur maakte gebruik van het prestige van de Meiji-keizer voor de modernisering van Japan. Iwakura Tomomi werd zo een van de machtigste leiders van Japan. Hij had een leidinggevende rol in het nieuwe beleid. In 1871 werd hij minister van Staten. In 1872 stond de herziening van de vriendschaps- en handelsverdragen bovenaan de politieke agenda.
De regering besloot een diplomatieke missie te sturen naar de Verenigde Staten en Europa. Van 1871 tot 1873 stond Iwakura Tomomi aan het hoofd van deze twee jaar durende diplomatieke missie naar het westen, ook bekend als de Iwakura-missie. De leden  bestonden uit Okubo Toshimichi, Kido Takayoshi, Itō Hirobumi en andere ambtenaren. Ook technische experts en minder belangrijke ambtenaren waren in grote aantallen aanwezig bij deze missie. Het doel was om over de ongelijke verdragen die in 1858 afgesloten waren opnieuw te onderhandelen en om onderzoek te doen naar hoe het westen functioneerde. Onder meer de instellingen voor educatie, administratie, financiën en recht, alsook de cultuur van het westen werden bestudeerd.
Voor hun vertrek werden de thuisblijvende leden van de regering gedwongen tot een belofte om geen nieuwe bestuurlijke initiatieven te nemen in hun afwezigheid. Deze thuisblijvers hadden als taak om de opheffing van de Han verder af te werken. Hun belofteprogramma omvatte twaalf punten. Eind 1871 vertrok de delegatie uit Yokohama naar de Verenigde Staten waar de voorbereidende besprekingen, inzake de herziening van de ongelijke verdragen, niet zonder moeilijkheden werden afgewerkt. Vervolgens trok het gezelschap richting Europa. In september 1873 keerde de delegatie terug naar Japan. Ondanks de mislukte onderhandelingen over het afschaffen van de ongelijke verdragen, betekenden de opgedane ervaringen en de gelegde contacten een enorme stimulus voor het later gevoerde beleid.

## Terugkeer naar Japan
Na zijn terugkeer in 1873 leidde Iwakura de oppositie tegen een expeditie naar Korea. Deze was door Saigō Takamori en andere thuisblijvers voorgesteld. Samen met Okubo betoogde Iwakura dat Japan te zwak was om een militaire missie in het buitenland te beginnen. Hij was ervan overtuigd dat interne hervormingen dringend nodig waren en dus prioritair waren aan de oorlog met Korea. Ondanks het feit dat hij gelijk kreeg, werd hij, voor zijn rol in deze beslissing, zwaar verwond door een huurmoordenaar in januari 1876.
Na Okubo’s dood in 1878 werd Iwakura de meest gezaghebbende persoon in de regering. Hij beëindigde zijn carrière door het superviseren van de eerste stadia van de voorbereiding van een grondwet, waarbij de keizerlijke privileges werden gewaarborgd. Iwakura bleef een van de meest invloedrijke politici van de regering tot aan zijn dood op twintig juli 1883. Iwakura was zeer conservatief aangelegd.

## Studiereizen Itō Hirobumi
Itō Hirobumi (1841-1909) maakte deel uit van de Iwakura-missie (1871-1873). Hij werd in 1882 naar Europa gestuurd om enkele grondwettelijke modellen te bestuderen. Vlak voor zijn afreis naar Europa verklaarde Iwakura Tomomi dat het Pruisische model hem het meest geschikt leek. Hierdoor ging Itō Hirobumi voornamelijk zijn ideeën halen bij de Duitse en Oostenrijkse besuniversiteiten. Na zijn terugkeer naar Japan werd een bureau opgericht dat moest onderzoeken hoe de Pruisische grondwet aan de Japanse situatie kon worden aangepast.

## Voetnoten
1. ↑  Horikawa Yasuchika was een chunagon. Een chunagon was een raadgever van de tweede rang in het keizerlijke hof van Japan.
2. ↑  Een kampaku was zowel de eerste minister als de regent van een volwassen keizer.
3. ↑  Japan was gedurende ongeveer 200 jaar gesloten geweest voor elk buitenlands contact, op die met Chinezen en de VOC, later de Nederlandse Handelmaatschappij, na. Nadat Perry in 1853 erin slaagde om het handelsverkeer te openen, werden er geleidelijk aan buitenlanders van andere landen dan Nederland en China toegelaten in Japan.
4. ↑  Keizer Komei (孝明天皇, tweeëntwintig juli 1831 – dertig januari 1867)was de honderd eenentwintigste keizer van Japan, volgens de traditionele opvolgingsvolgorde. Zijn persoonlijke naam was Oshito (統仁). Hij regeerde van tien maart 1846 tot dertig januari 1867.
5. ↑  Het shogunaat, ook bekend onder de naam Bakufu, was een regeringsvorm die bijna zevenhonderd jaar lang over Japan regeerde. Het Bakufu bestond uit personen die uit de bushi-klasse kwamen, ook krijgerklasse of samoerai genoemd. Tezamen met het keizerlijke hof vormde het Bakufu een parallelle machtsstructuur met het Bakufu als militaire leider naast de keizerlijke staatsstructuur.
6. ↑  Een Rōjū (老中), meestal vertaald als “oudere”, was een van de hoogste rangen in het Tokugawa-Japan. De term kan naar zowel een individu verwijzen, als naar de hele raad. De Rōjū hadden verschillende verantwoordelijkheden die in 1634 duidelijk vastgelegd werden.
7. ↑  Een Tairō (大老), ook regent genoemd, was een hoge rang in de Japanse overheid. Hij was in nood de voorzitter van de Rōjū-vergadering. Hij werd verkozen uit een groep samoeraifamilies. Over het algemeen was zijn taak het overnemen van de taken van de Shogun indien deze afwezig was.
8. ↑  Het Japans-Amerikaanse vriendschapsverdrag (Nichi-Bei Washin Jōyaku, 日米和親条約) werd ook het verdrag van Kanagawa genoemd. Het werd ondertekend op eenendertig maart 1854. De volgende eisen werden in dit verdrag gesteld: 
  1. De havens van Shimoda (下田) en Hakodote (函館) moesten worden opengesteld voor het voorzien van drinkwater, voedsel en brandstof aan de Amerikaanse schepen.
  2. In Shimoda zou een Amerikaans consul gestationeerd worden.
  3. Amerika zou door Japan als meest begunstigde natie behandeld worden.
9. ↑  De in 1858 afgesloten verdragen staan ook bekend als de ongelijke verdragen of de verdragen van de Ansei-periode. Deze erkenden het beginsel van extra-territorialiteit en ontzegden Japan het recht tot autonome tolheffing.
10. ↑  Han waren feodale domeinen die de effectieve basis van administratie vormden. Het systeem van han kan worden vergeleken met het huidige prefecturensysteem in Japan.
11. ↑  Bij de terugkeer van de diplomatieke delegatie, raakte de regering verscheurd in twee facties, namelijk de ‘thuisblijvers’ (rusu-sha, 留守派) en de ‘buitenlandvaarders’ (gaiyū-ha, 外遊派). De eersten wensten Korea aan te vallen. De anderen wilden het binnenlandse bestuur consolideren. Anti-Koreaanse gevoelens waren ook te vinden bij de tweede groep, maar de discussie ging over prioriteiten en evolueerde al snel tot een krachtmeting tussen de toonaangevende han. Uiteindelijk won de visie van Satsuma en Chōshū het van Tosa en Hizen en de Korea-invasie werd van de agenda gevoerd. Een aantal vooraanstaande politici, waaronder de charismatische Saigō Takamori, besloot zich uit de politiek terug te trekken en terug te keren naar hun thuisland. Dit betekende voor de Meiji-regering de eerste grote scheur in de nationale eenheid. In de regering werd Ōkubo Toshimichi nu de sterke man.

- CiNii: DA05586210
- Gemeinsame Normdatei: 119131188
- International Standard Name Identifier: 0000 0001 0653 1126
- Library of Congress Control Number: n82121866
- Bibliotheek van het Japanse parlement: 00377556
- Nationale Bibliotheek van Tsjechië: jx20101119005
- Nationale Bibliotheek van Israël: 987007272408605171
- Nederlandse Thesaurus van Auteursnamen: 249347253
- SNAC: w64b43f3
- Système universitaire de documentation: 111020085
- Virtual International Authority File: 13110995
- WorldCat: E39PBJwMFhW7PJ79JmhbKCmyBP